# Gerard Sanderink
Gerard Sanderink (Weerselo, 19 augustus 1948) is een Nederlandse ondernemer. Hij is eigenaar van onder meer Centric, Strukton en Antea Group, hoewel zijn zeggenschap in Centric en Strukton door de rechter is afgenomen.

## Loopbaan
Nadat hij de mulo had doorlopen, ging hij studeren. Eerst de middelbare landbouwschool in Oldenzaal, vervolgens voedingsmiddelentechnologie aan de HLTS (nu onderdeel van Hogeschool Van Hall Larenstein) in Bolsward en daarna elektrotechniek aan de Technische Hogeschool Twente in Enschede. Hij werkte als computerspecialist in de vliegtuig- en ruimtevaartbouw, de uitgeverswereld en de industrie voor medische apparatuur, alvorens met een collega, Hans Quellhorst, in 1978 het software/detacheringsbedrijf ICT op te zetten.

### Expansie
Een aantal jaren later besloot Sanderink een eigen koers te varen. Hij startte in 1992 met de Sanderink Groep, die sinds 1 januari 2000 Centric Holding heet en is uitgegroeid tot een van de meest vooraanstaande aanbieders van informatietechnologie in Nederland. Centric is eveneens actief in België, Duitsland, Zwitserland en Noorwegen.
Daarnaast nam Sanderink eind 2005 het ingenieursbureau Oranjewoud over. De rond 45 miljoen euro die hiermee gemoeid was, betaalde hij uit eigen zak. Oranjewoud heeft rond de 1.900 werknemers en vestigingen verspreid over heel Nederland. Via Oranjewoud werden meerdere bedrijven (veelal ingenieursbureaus) in Amerika, Frankrijk en Colombia overgenomen. Deze bedrijven zijn samengevoegd onder de naam Antea Group. Oranjewoud heeft als enige haar eigen unieke identiteit behouden. Eind 2010 maakte Oranjewoud bekend Strukton te hebben overgenomen.

### Meningsverschillen
In 2014 spannen FNV Bouw, FNV Bondgenoten en CNV Vakmensen een kort geding tegen Sanderink aan. Dit wegens het volgens de vakbonden niet naleven van het protocol met afspraken over werkgelegenheid, de naleving van de cao, pensioenen, topbeloningen en medezeggenschap. Die vastgelegde afspraken uit 2010, na de overname van Strukton door Sanderinks Oranjewoud, hielden in dat Strukton lid zou blijven van de werkgeversorganisatie Bouwend Nederland. De vakbonden verloren het kort geding: de Haagse rechtbank bepaalde dat Strukton niet opnieuw lid hoefde te worden van Bouwend Nederland.
In januari 2020 werden Kamervragen gesteld, nadat diverse topfunctionarissen bij Centric waren opgestapt of ontslagen. Dit zou te maken hebben met de relatie van Sanderink met zelfbenoemd cyberexpert Rian van Rijbroek. Haar invloed op de bedrijfsvoering binnen het concern riep vragen op. Het bewust wissen van informatie op zijn telefoon om die uit handen van justitie te houden, zou niet passen bij de rol van zijn bedrijf Centric, dat ICT-contracten heeft met veel overheidsinstanties.
Sanderink had eerder een relatie met Brigitte van Egten, die ook de leiding had over drie van zijn bedrijven en bestuurslid was van de Sanderink Stichting die zijn vermogen beheert. Na het verbreken van deze relatie in november 2018 begon Sanderink tegen Van Egten een smaad- en lastercampagne die leidde tot een rechtszaak hierover. In december 2020 werd Sanderink in deze rechtszaak veroordeeld tot het betalen van een dwangsom van €100.000 per verdere overtreding per dag. Van Rian van Rijbroek werd gesuggereerd dat zij een grote rol speelde in de lastercampagne. Omdat Sanderink zich niet aan een reeks van rechterlijke uitspraken had gehouden, verplichtte de rechter hem eind november 2021 tot het betalen van dwangsommen aan Van Egten tot bijna twee miljoen euro.

### Terugtreden, terugkeer en nieuwe schorsingen
Begin januari 2021 trad Sanderink terug als topbestuurder bij Centric, Oranjewoud, Strukton en de Antea Group. Hij bleef wel eigenaar/grootaandeelhouder. Na enkele weken nam Sanderink eind januari 2021 zijn plaats in het bestuur van Oranjewoud weer in op verzoek van de commissarissen, die het overleg wilden openhouden met de eigenaar van 98% van de aandelen. In oktober 2021 maakte Strukton bekend dat Sanderink terugkeerde als CEO, nadat Erik Hermsen, Sanderinks opvolger, het bedrijf had verlaten.

#### Centric
Een jaar later zou hij ook als topman bij Centric terugkeren, nadat twee bestuurders waren teruggetreden. Nadat dit in oktober 2022 werd bekendgemaakt besloot het Openbaar Ministerie gebruik te maken van zijn wettelijk recht van enquête door te verzoeken Sanderinks benoeming terug te draaien. Indien Centric niet op het verzoek zou ingaan, zou justitie de zaak aanhangig maken bij de Ondernemingskamer van het Gerechtshof Amsterdam. Het argument voor deze ongebruikelijke stap was, dat rust moest worden gebracht in het bedrijf dat in opdracht van veel overheidsinstanties werkt.
De stap naar de Ondernemingskamer (OK) werd inderdaad gezet toen de Raad van Bestuur van Centric op 24 oktober 2022 niet op het verzoek van het OM was ingegaan. Op 3 november 2022 schorste de OK Sanderink per direct als bestuurder en werd zijn zeggenschap als aandeelhouder gereduceerd tot één aandeel. Sanderink werd vervangen door zowel een uitvoerend als een niet-uitvoerend bestuurder. Op 31 januari 2023 werd van Sanderink ook de zeggenschap over het laatste aandeel afgenomen. Verder heeft de OK ingestemd met een onderzoek naar het bestuur van Centric in de periode tussen 1 januari 2018 en 3 november 2022. Yvette Borrius, een juriste gespecialiseerd in ondernemingsrecht, gaat dit onderzoek doen. Op 15 juli 2024 werd bekend dat Centric wordt overgenomen door een groep Nederlandse ondernemers. Financiële details over de verkoop zijn (nog) niet bekendgemaakt. De overname werd op 26 augustus 2024 goedgekeurd door de Autoriteit Consument & Markt (ACM). Centric heeft een zaak bij de OK aangespannen en op 17 september 2024 oordeelde deze dat Sanderink verplicht moet meewerken aan de overdracht van de aandelen Centric aan de nieuwe eigenaar. Verder oordeelde de OK dat Sanderink de lening van 80 miljoen euro niet hoeft terug te betalen als de verkoop definitief is.

#### Oranjewoud en Strukton
Op 17 maart 2023 werd bekendgemaakt dat Sanderink ook was geschorst als CEO van zijn andere bedrijven Oranjewoud en Strukton en hun dochterondernemingen. De schorsing werd opgelegd voor een periode van drie maanden, maar eind april 2023 vroegen de commissarissen van Strukton en Oranjewoud bij de Ondernemingskamer een verlenging aan van de schorsingstermijn, ter wille van de "rust en stabiliteit" bij de bedrijven. Op 1 juni 2023 bepaalde de Ondernemingskamer dat Sanderink niet mocht terugkeren bij Strukton en Oranjewoud. Ook moesten zijn aandelen bij een aparte beheerder worden ondergebracht. Hij mag zijn aandelen wel verkopen, maar de nieuwe eigenaar krijgt pas stemrecht als de Ondernemingskamer dat vrijgeeft. En die zal zeer kritisch kijken of deze nieuwe eigenaar wel capabel is. Dat komt de waarde van de aandelen niet ten goede.
In maart 2024 was er een rechtszitting in een zaak van Strukton tegen het moederbedrijf Sanderink Investments B.V. over een lening van 80 miljoen euro die de holding nog niet had terugbetaald aan Strukton. Noch Sanderink, nog iemand anders die zijn B.V. vertegenwoordigde, kwam opdagen. Er werd naar voren gebracht dat Sanderink bijvoorbeeld zijn aandelen in Centric of Strukton had kunnen verkopen om de lening af te lossen.

### Vermogen
Sanderink is multimiljonair, met een geschat vermogen van 220 miljoen euro anno 2023. Het zakenblad Quote schaarde hem in 2000 onder de vijftig rijkste inwoners van Nederland.

## Privéleven
Sanderink trouwde op 2 januari 2023 met Rian van Rijbroek.